# Marie Catherine Josephe van Merode

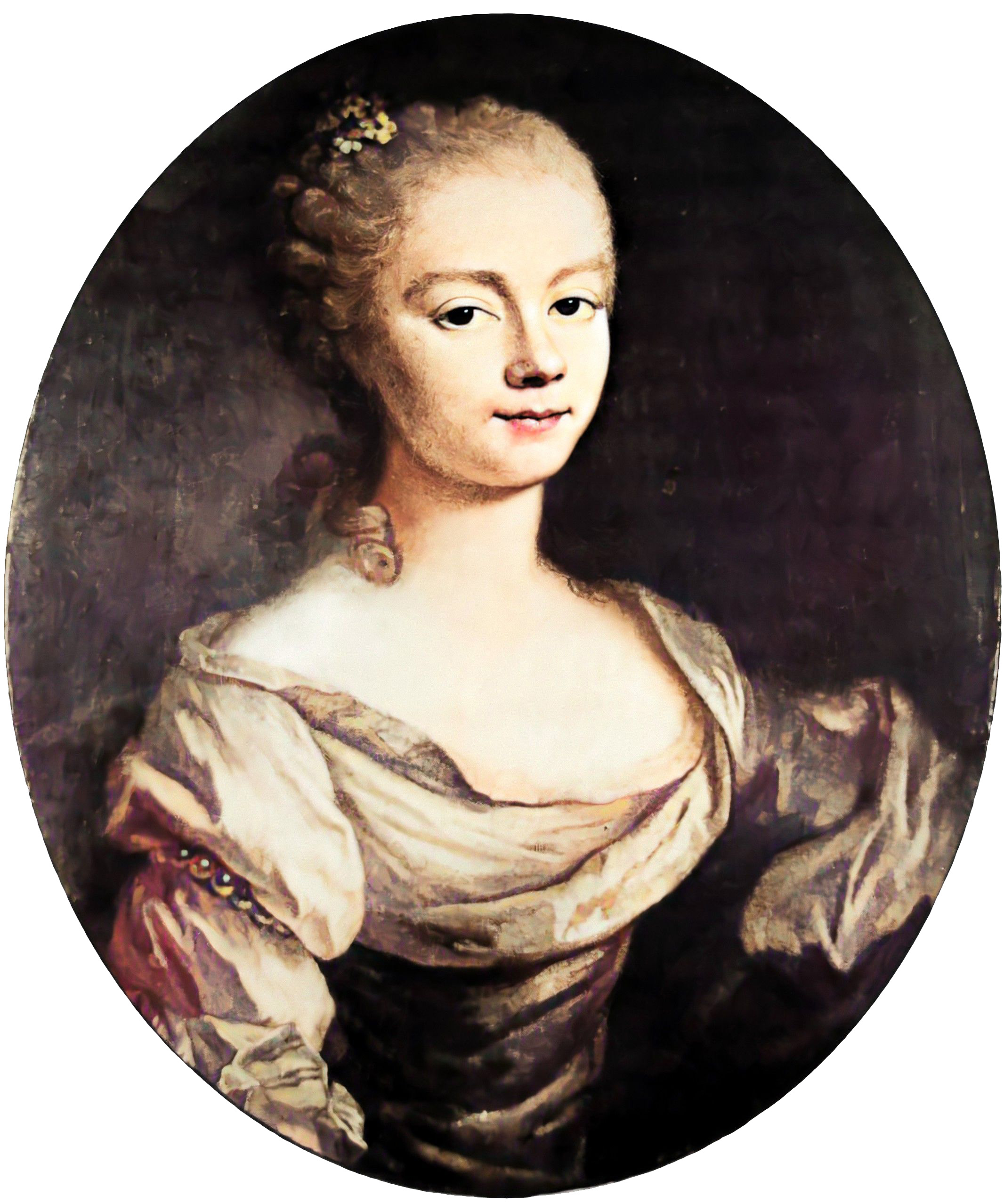
Portret van Marie Catherine van Merode uit 1761

Marie Catherine Josephe gravin van Merode, prinses van Rubempré en Everberg (Leuven, 10 april 1743 – Brussel, 26 maart 1794), was een Zuid-Nederlandse aristocrate die jarenlang aan het hoofd van de hoogadellijke familie Merode stond.

## Afkomst en jeugdjaren
Marie Catherine werd geboren in het Zwartzusterklooster in Leuven. Ze was de bezegeling van een uitzonderlijk liefdeshuwelijk en haar geboorte zorgde in de adellijke kringen voor heel wat commotie. Haar moeder, Catherine Ocreman (1701-1770), verbleef immers niet vrijwillig in het Zwartzusterklooster. Ze was daar onder sekwester geplaatst nadat haar echtgenoot Maximilien Leopold (1710-1769), graaf van Merode en prins van Rubempré en Everberg, door keizerin Maria Theresia (1717-1780) in de Citadel van Antwerpen gevangen was gezet. De reden voor die opsluiting was het ‘schandaalhuwelijk van de eeuw’. Maximilien Leopold, een gerespecteerd lid van de Brusselse hofadel, was tegen alle adellijke gebruiken en ongeschreven wetten in gehuwd met de linnenmeid van zijn familie waarop hij al veertien jaar lang verliefd was. Tegen deze mésalliance werd onmiddellijk verzet aangetekend door de familie van de prins waardoor Maximilien Leopold en Catherine Ocreman uiteindelijk zeven maanden gevangen zaten. Toen na onderzoek bleek dat hun huwelijk rechtsgeldig was, had de keizerin weinig andere opties dan hen vrij te laten. Ondanks alle druk die op de prins werd gelegd, hield het onconventionele huwelijk stand. Op 20 december 1745 werd het gezin nog uitgebreid met een tweede dochter, Honorine Catherine Josephine (1746-1768).
In 1751 werd Marie Catherine pensionnaire in het klooster van Berlaymont in Brussel. Het pensionaat van Berlaymont was een van de meest prestigieuze onderwijsinstellingen voor meisjes in de hoofdstad. Dochters van de adel en de hoge burgerij kregen er een standsbewuste opvoeding. Naast het nodige godsdienstonderricht leerde Marie Catherine er lezen, schrijven en rekenen. Deze basisvakken werden aangevuld met lessen Spaans, Frans, geschiedenis, geografie en mythologie. Ook aan de kunstvakken werd de nodige aandacht besteed. Marie Catherine leerde de klavecimbel bespelen en kreeg dans- en toneellessen. De kennis die haar werd aangereikt, was vooral praktisch van aard en had als doel haar voor te breiden op haar toekomstige rol in de maatschappij. Marie Catherine moest later in staat zijn zich op een correcte manier te gedragen in de hoogste kringen, haar huishouden te runnen en haar man en zonen bij te staan.

## Huwelijk en kinderen
Op 31 maart 1759 huwde Marie Catherine met een verre verwante, de ambitieuze militair en hoveling Filips Maximiliaan van Merode, graaf van Merode en van het Heilige Roomse Rijk, baron van Harchies en heer van Grandglise (4 juli 1729 – 25 januari 1773). Als universeel erfgenaam van zijn broer Jan Willem van Merode (1722-1763), erfde Filips Maximiliaan in 1763 alle roerende en onroerende goederen van het geslacht Merode-Westerlo en werd zo onder meer de zevende markies van Westerlo. Door dit huwelijk werden twee takken van het huis Merode herenigd: de hoofdtak Merode-Westerlo en de rijke zijtak Merode-Rubempré.
Al snel werd het gezin uitgebreid. Na een miskraam in augustus 1759, beviel de zeventienjarige Marie Catherine op 19 juni 1760 van een zoontje, Maximilien Leopold (1760-1761). Amper acht maanden oud, stierf de kleine graaf van Merode. Enkele maanden later, op 18 juli 1761, beviel ze van een dochter, Honorine Leopolde Ghislaine (1761-1829). Een volgende zwangerschap liet niet lang op zich wachten, maar verliep bijzonder moeilijk. In de zomer van 1762 werd de gravin immers ernstig ziek en haar echtgenoot vreesde meermaals voor haar leven. Uiteindelijk herstelde ze en beviel ze op 16 september 1762 van een langverwachte zoon, Guillaume Charles Ghislain (1762-1830). Daarna zouden nog twee dochters volgen: Marie Philipinne Felix Ghislaine (1764-1815) en Josephine Leopoldine Ghislaine (1765-1824).
Op 25 januari 1773 stierf Filips Maximiliaan op 43-jarige leeftijd. Marie Catherine bleef achter met vier minderjarige kinderen. Zoon en erfopvolger Charles was amper tien jaar oud en dus nog veel te jong om de erfenis van zijn vader goed te kunnen beheren.

## Aan het hoofd van de familie
Na de dood van haar echtgenoot, kwam Marie Catherine aan het hoofd te staan van de familie Merode-Westerlo-Rubempré. In eerste instantie had ze eind 1769 als universele erfgename van haar vader alle landgoederen en het volledige vermogen geërfd van de tak Merode-Rubempré. Zolang haar echtgenoot leefde had hij deze erfenis voor haar beheerd. Een gehuwde vrouw was in het ancien régime immers handelingsonbekwaam. Dat veranderde na de dood van Philippe Maximilien. Als weduwe had ze veel meer rechten en kon ze voortaan haar erfenis zelf beheren. Bovendien was zij tot aan de meerderjarigheid van haar zoon ook verantwoordelijk voor het beheer van het patrimonium van de tak Merode-Westerlo. Als voogdes en regentes kon zij die landgoederen naar eigen goeddunken beheren. Zo kwam Marie Catherine, als vrouw, plots aan het hoofd van een gigantisch adellijk patrimonium met landgoederen verspreid over de Zuidelijke Nederlanden, de Republiek der Zeven Verenigde Nederlanden, Frankrijk en het Heilig Roomse Rijk. De gravin zorgde ervoor dat de erfenis van haar zoon werd veiliggesteld en hield zich de volgende jaren intensief bezig met de exploitatie van de landgoederen van zowel de tak Merode-Westerlo als van de tak Merode-Rubempré.
Als weduwe veranderde er voor Marie Catherine ook heel wat op privévlak. In de zomer van 1774, anderhalf jaar na de dood van haar echtgenoot, ontdekte de gravin dat ze zwanger was. De zwangerschap werd geheim gehouden en Marie Catherine beviel uiteindelijk op 24 december 1774 in Straatsburg van een dochter Marie Anne Pauline (1774-1826). Enkele maanden na de geboorte keerde Marie Catherine terug naar Brussel. Baby Pauline bleef in Straatsburg en haar bestaan werd de volgende jaren geheim gehouden. Vader van het kindje was Chrétien Louis (1731-1822), graaf van Lannoy de la Motterie. Hoewel de graaf een geschikte huwelijkspartner was, koos Marie Catherine ervoor niet onmiddellijk met hem trouwen. Ze wist dat een huwelijk ernstige gevolgen zou hebben voor haar positie als familiehoofd en patrimoniumbeheerder. Als weduwe kon ze zelfstandig en actief handelen zonder hiervoor verantwoording te moeten afleggen. Die positie wilde ze niet opnieuw afstaan. Waarschijnlijk was ze daarom niet van plan geweest om snel weer te huwen, maar de zwangerschap had roet in het eten gegooid. Pas op 22 april 1776, bijna anderhalf jaar na de geboorte van dochter Pauline, huwde Marie Catherine met Chrétien Louis. Ook dat gebeurde in het grootste geheim. Op 5 maart 1777 werd het huwelijk uiteindelijk openbaar gemaakt en nadien ook plechtig gevierd in de Sint-Jacob-op-Koudenberg in Brussel. Marie Catherine had wel in haar huwelijkscontract laten opnemen dat zij de eindverantwoordelijke bleef met betrekking tot het patrimoniumbeheer van de takken Merode-Rubempré en Merode-Westerlo. Zo zorgde ze ervoor dat ze ook als gehuwde vrouw handelingsbekwaam bleef en haar patrimonium en dat van haar kinderen zelf kon blijven beheren.
In 1785 liet Marie Catherine haar zoon Charles meerderjarig verklaren. Hij stond voortaan aan het hoofd van het patrimonium van Merode-Westerlo en kon dat naar goeddunken beheren. Marie Catherine bleef wel verantwoordelijk voor het beheer van de landgoederen die ze van haar vader had geërfd. Deze zouden pas na haar dood door haar zoon worden geërfd.

## Een gepassioneerde bouwmeester

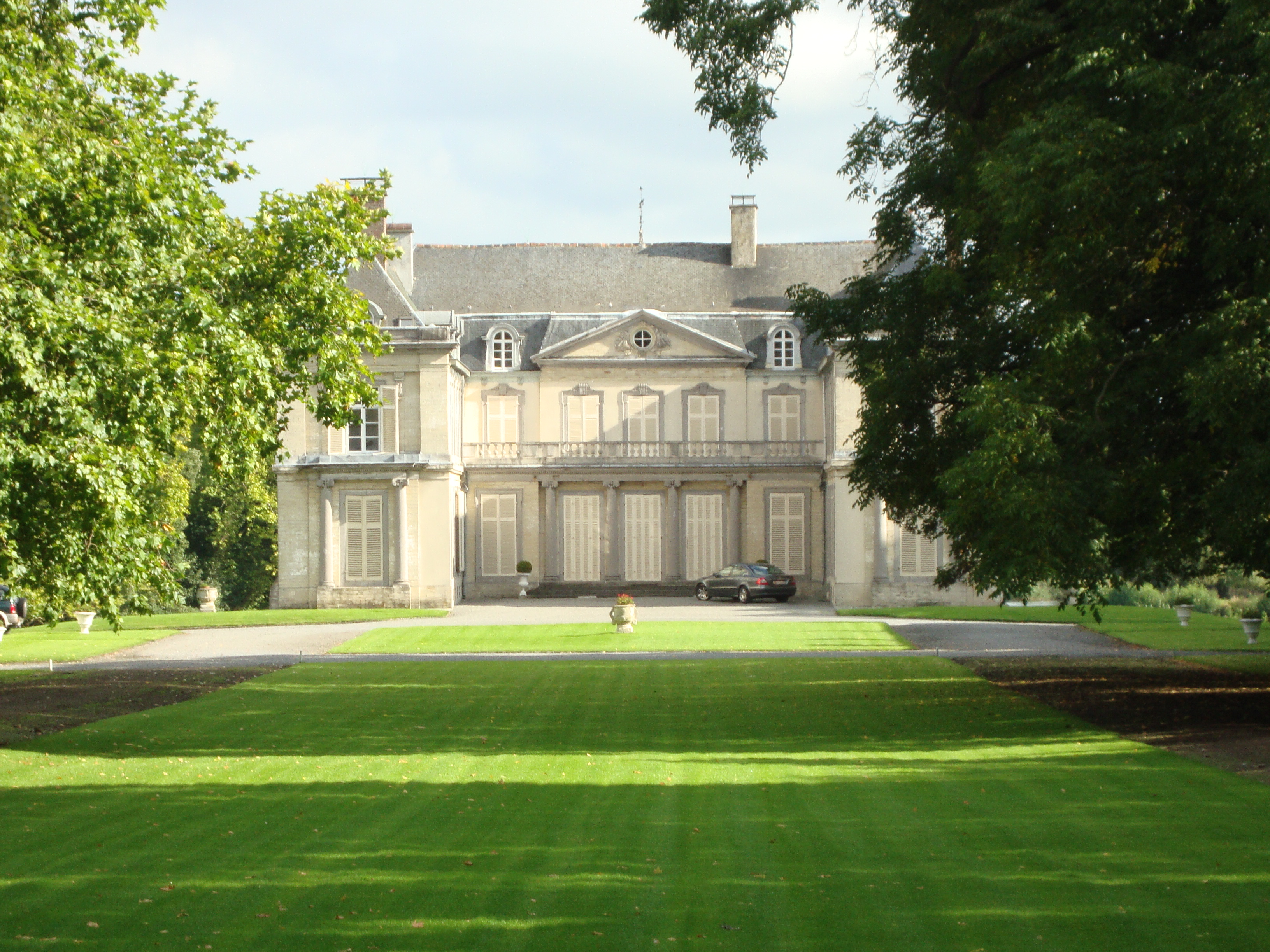
Kasteel van Everberg

Vanaf de dood van haar vader eind 1769 was Marie Catherine van plan geweest om haar zomerresidentie, het Kasteel van Everberg, te moderniseren. Er werden plannen getekend, maar niet tot uitvoering gebracht. Na de dood van Filip Maximiliaan begin 1773 blies Marie Catherine dit project nieuw leven in. Ze wilde het bestaande kasteel met zijn trapgevels en torentjes veranderen in een modern gebouw in neoclassicistische stijl. Om dat te realiseren nam ze de Parijse architect Philippe Jerome Sandrié de Morcourt (†1789) in dienst. De architect inspecteerde en coördineerde de werken, die tussen 1773 en 1780 plaatsvonden. De bestaande gebouwen werden waar mogelijk behouden, al werd er een nieuwe gevel uit witte steen voor geplaatst. Het nieuwe kasteel in Lodewijk XVI-stijl was U-vormig en vormde een mooi architecturaal geheel. Nog tot het midden van de negentiende eeuw werd het aan de zijkanten en achterkant omringd door water; aan de voorkant gaf het uit op een grote binnenkoer. Niet alleen het kasteel zelf werd onder handen genomen. De gravin liet ook het oude neerhof met boerderijgebouwen afbreken en verving het door twee grote paviljoenen, eveneens in Lodewijk XVI-stijl. Daarna werd de kasteeltuin onder handen genomen met de aanleg van verscheidene dreven en een Franse tuin met alle voor die tijd kenmerkende elementen, zoals een orangerie en serres.

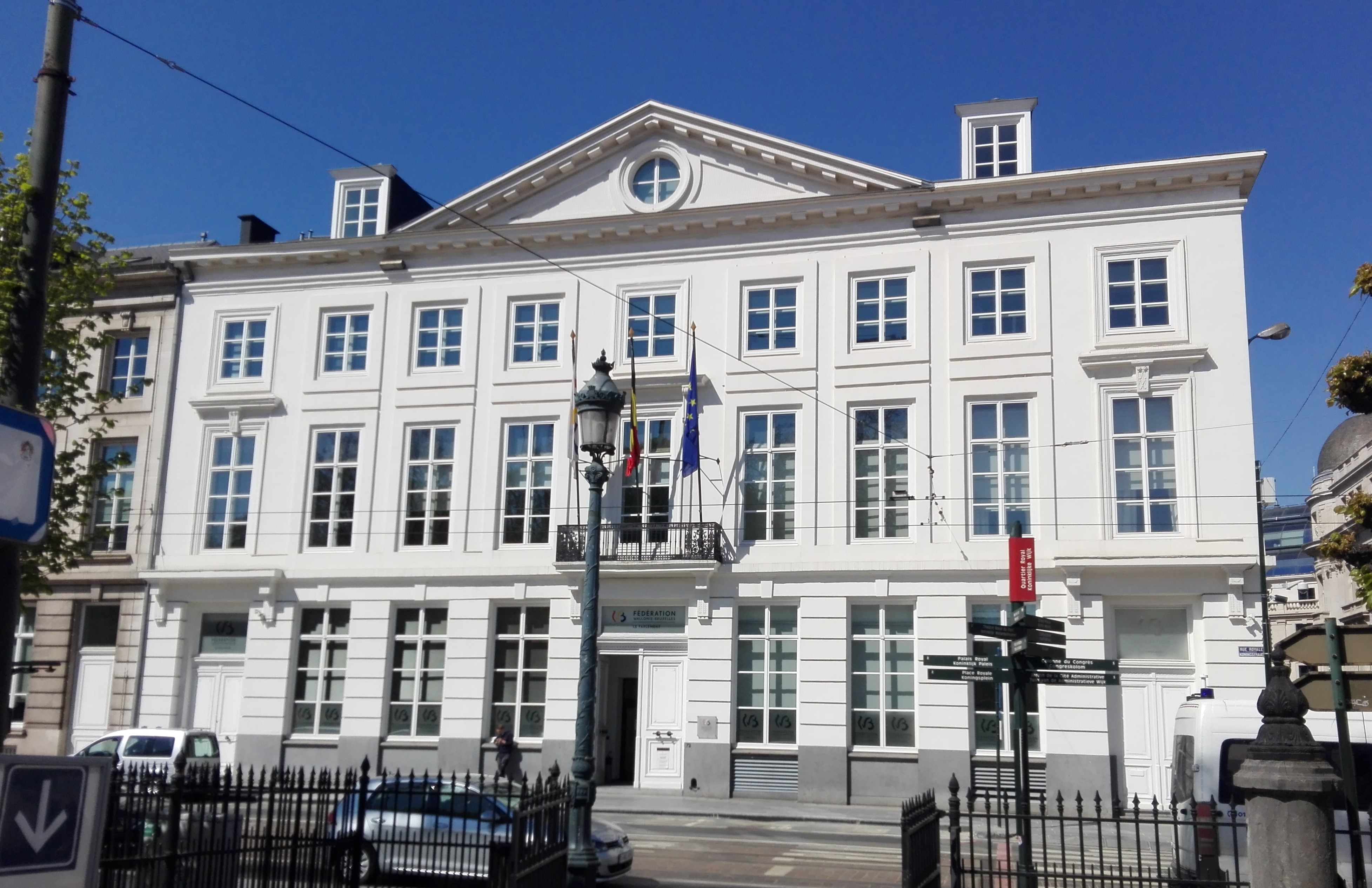
Hotel de Lannoy in de Koningsstraat in Brussel

De verbouwing van het kasteel van Everberg was niet het enige grote bouwproject van Marie Catherine. Het ontstaan van het Koningsplein en de Koninklijke Wijk in Brussel had grote gevolgen voor het Hôtel de Rubempré, het luxueuze stadspaleis dat al generatieslang in handen van de familie Rubempré en was gelegen aan het Baliënplein, de voorganger van het Koningsplein. Marie Catherine kon zich niet vinden in de aanpassingen die ze aan haar hotel zou moeten doen volgens de plannen voor het nieuwe Koningsplein en verkocht daarom haar stadspaleis in 1779 aan de Brusselse Gilde van de Brouwers. Ze kocht vervolgens 4 huizen in de Koningsstraat die ze liet verbouwen tot een nieuw stadspaleis, het Hôtel de Lannoy (ook bekend onder de naam Hôtel de Ligne waar momenteel het Parlement van de Franse Gemeenschap is gehuisvest). Opnieuw werden de werken die plaatsvonden van het najaar van 1779 tot begin 1781 geleid door architect Sandrié. Op de gelijkvloerse etage en de twee verdiepingen, waren er grote feestzalen en salons, verschillenden wooneenheden en kamers voor de belangrijkste bedienden. Op de zolderverdieping waren de kamers voor de lagere bedienden, een linnenkamer en een opslagplaats voor meubels. Er was ook een grote binnenplaats, verschillende koetshuizen en stallen.

## De Brabantse Revolutie en de Verenigde Nederlandse Staten
Keizerin Maria Theresia werd na haar overlijden op 29 november 1780 opgevolgd door haar zoon, keizer Jozef II (1741-1790) die in tegenstelling tot zijn moeder, de Nederlanden volledig wou hertekenen op politiek, gerechtelijk, administratief en religieus vlak. Zijn hervormingen werden snel en zonder overleg ingevoerd en hielden geen rekening met eeuwenoude privileges. De verschillende provincies waaruit de Oostenrijkse Nederlanden bestonden, waren niet van plan zich hier zomaar bij neer te leggen. Marie Catherine en haar echtgenoot Chretien Louis waren vanaf het begin bij die protesten betrokken. In een brief van de Franse gevolmachtigd minister werd Marie Catherine in 1789 omschreven als iemand die niet op haar mondje gevallen was, duidelijke politieke ideeën had en daarnaar handelde. Haar precieze rol is door het ontbreken van het nodige bronnenmateriaal niet helemaal bloot te leggen. Toch is het duidelijk dat ze zich mengde in de politieke debatten en, samen met haar familie, betrokken was bij het verzet tegen keizer Jozef II, dat in het najaar van 1789 leidde tot de verdrijving van de Oostenrijkse regering tijdens de Brabantse Omwenteling en de oprichting van de Verenigde Nederlandse Staten begin 1790. Chretien Louis was nauw betrokken bij deze oprichting en zetelde zowel in het Congres als de Staten-Generaal van de nieuwe republiek. Marie Catherine riep zoon Charles terug naar de Nederlanden zodat ook hij de nodige mandaten kon opnemen. De familie Merode-Lannoy was erg geëngageerd in de Verenigde Nederlandse Staten, maar moest met lede ogen aanzien dat de confederatie door interne twisten, financiële problemen en een gewijzigde internationale context geen lang leven was beschoren. Al in december 1790 werden de Nederlanden heroverd door de Oostenrijkers.

## De laatste woelige jaren
Voor Marie Catherine en haar familie was de terugkeer van de Habsburgers problematisch. Ze hadden tot op het laatst geïnvesteerd in de Verenigde Nederlandse Staten. Dat wisten de Oostenrijkers ook natuurlijk. Marie Catherine en Chretien Louis hadden schrik voor represailles en durfden zich bijgevolg niet meer in Brussel te vertonen. Ze trokken zich in de winter van 1790 terug in het Kasteel van Everberg. Omdat de familie Merode-Lannoy zich er niet meer veilig voelde en Chretien Louis bovendien schrik had om door de nieuwe keizer Leopold II (1747-1792) uitgesloten te worden van amnestie, besloot het gezin de Nederlanden te ontvluchten. In het voorjaar van 1791 vestigde Marie Catherine zich met haar familie in Mannheim, de hoofdstad van het keurvorstendom van de Palts. In het najaar van 1792 vond ze het veilig genoeg om terug te keren naar Everberg. Het verblijf in de Nederlanden was van korte duur. Begin november 1792 moest Marie Catherine Everberg opnieuw verlaten om nogmaals naar Maastricht te reizen. De aanleiding was de Franse inval in de Nederlanden op 1 november 1792. Maar zelfs in Maastricht waren Marie Catherine en haar familie niet veilig. Frankrijk had begin 1793 ook de oorlog verklaard aan de Republiek der Zeven Verenigde Nederlanden met het Beleg van Maastricht (24/3-3/3/1793) tot gevolg. Maastricht werd 10 dagen lang gebombardeerd en Marie Catherine, haar echtgenoot, kinderen en kleinkinderen stonden doodsangsten uit en waren een maand van de buitenwereld afgesneden. In het voorjaar van 1793 slaagden de Oostenrijkers erin om de Zuidelijke Nederlanden opnieuw onder keizerlijk gezag te brengen. Marie Catherine en haar familie verzoenden zich definitief met de Oostenrijkse Habsburgers en keerden terug naar Brussel.
Marie Catherine Josephe van Merode stierf op 26 maart 1794 in haar stadspaleis in Brussel. Ze werd net geen 51 jaar oud. Ze was al geruime tijd ziek en had in de loop van februari 1794 de laatste sacramenten en het heilig oliesel ontvangen. Op 28 maart werd ze met de nodige egards begraven in de Sint-Martinuskerk in haar geliefde Everberg en daarna bijgezet in de grafkelder van de familie Rubempré in de Sint-Hubertuskapel van diezelfde kerk.